# Oskar Eichberg
Oskar Eichberg (Berlín, 21 de gener de 1845 - 13 de gener de 1898) fou un compositor i musicògraf alemany. Era el fill de l'ensenyant de música Georg Ferdinand i de Betty Cohn. Va tenir la seva primera formació musical amb Friedrich Kiel i Carl Albert Löschhorn.

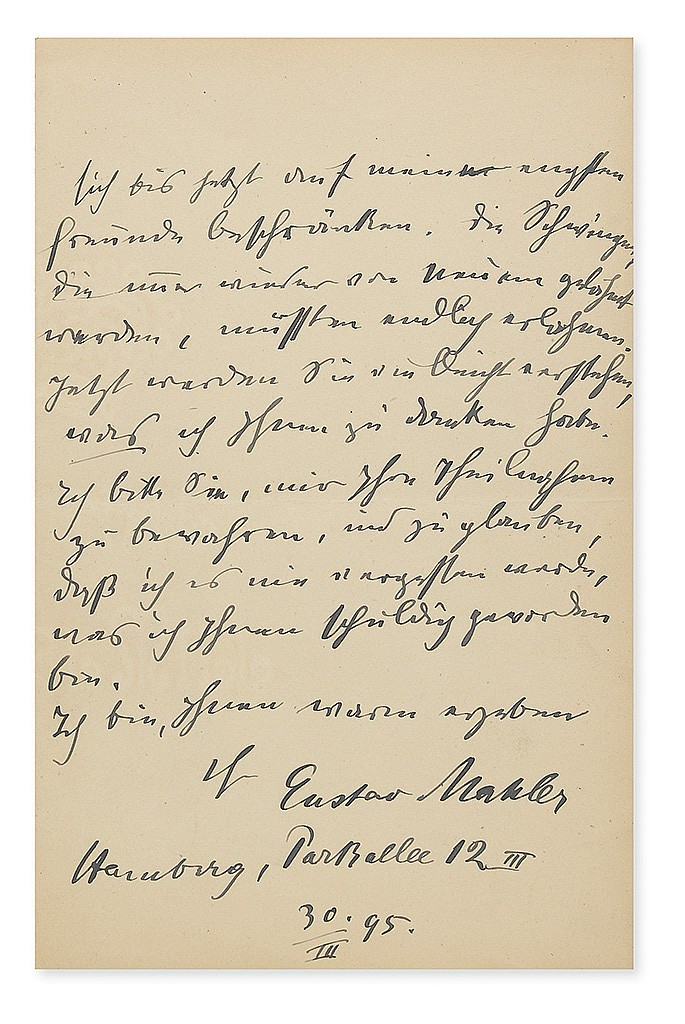
Carta de Gustav Mahlers a Oskar Eichberg

Quan els crítics berlinesos generalment va ser molt negatius sobre la Simfonia núm. 2 de Gustav Mahler va ser l'únic que va estimar la qualitat de l'obra i que va descobrir lligams amb la novena simfonia de Beethoven. Mahler li va expressar la seva gratitud en una carta que es va conservar.
Va ser president de l'Associació de Professors de Música de Berlín, i durant quinze anys director de la societat coral d'aquella ciutat i crític musical de la revista Berliner Börsen-Courier. Entre els seus llibres de musicologia hi ha Parsifal, Einführung in die Dichtungen Wolframs von Eschenbach und Richard Wagner (1882); i Richard Wagner Sinfonie in C dur (1887). Va compondre força música per a piano, lieder i peces corals.